# 전주동북초등학교
전주동북초등학교는 대한민국 전북특별자치도 전주시 덕진구 인후동2가에 있는 공립 초등학교이다.

## 학교 연혁
- 1971년 3월 2일 전주동북국민학교 개교(33학급)
- 1996년 3월 1일 현재 교명으로 개칭
- 2018년 9월 1일 제17대 유진화 교장 부임
- 2020년 1월 8일 제49회 43명 졸업(총 15,577명)
- 2020년 3월 1일 13학급 편성(특수학급 1학급 포함)

## 학교 상징
- 우리 학교 꽃 - 장미 : 열심히 공부하고 튼튼하게 자라서 남들과 더불어 함께 살아가는 예쁘고 아름다운 마음씨를 갖는 뜻임
- 우리 학교 나무 - 히말라야시다 : 늘 푸른 히말라야시다 나무처럼 우리 동복가족 모두가 곧고 꿋꿋한 기상을 본받자는 뜻임
- 우리 학교 새 - 비둘기 : 평화의 상징인 비둘기처럼 세계평화를 생각하는 어린이가 되라는 뜻임

## 참고 자료
- 전주동북초등학교 - 한국교육학술정보원 학교알리미